# Saint-Jean-de-Bœuf
Saint-Jean-de-Bœuf is een gemeente in het Franse departement Côte-d'Or (regio Bourgogne-Franche-Comté) en telt 111 inwoners (2009). De plaats maakt deel uit van het arrondissement Dijon.

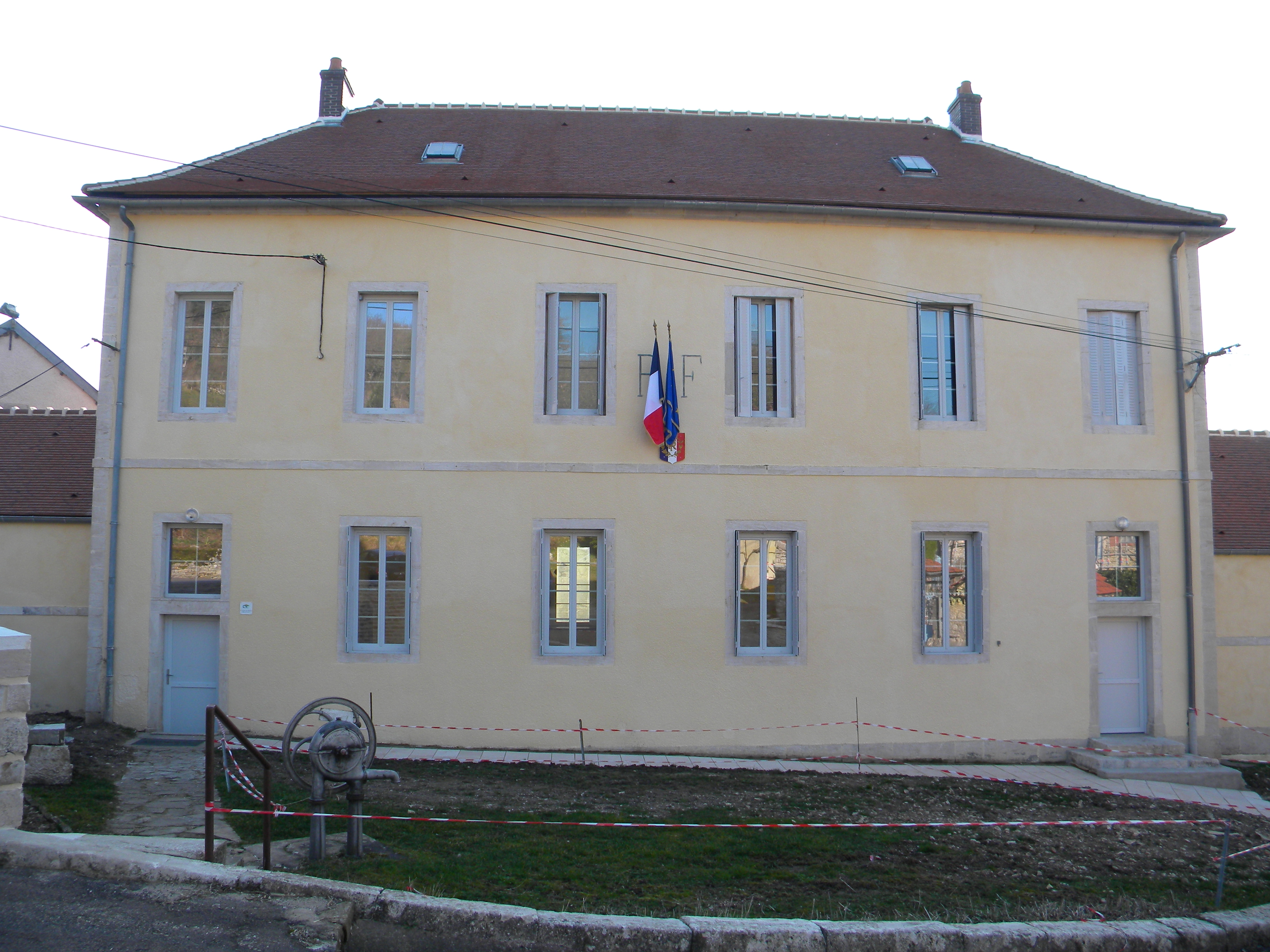
Gemeentehuis
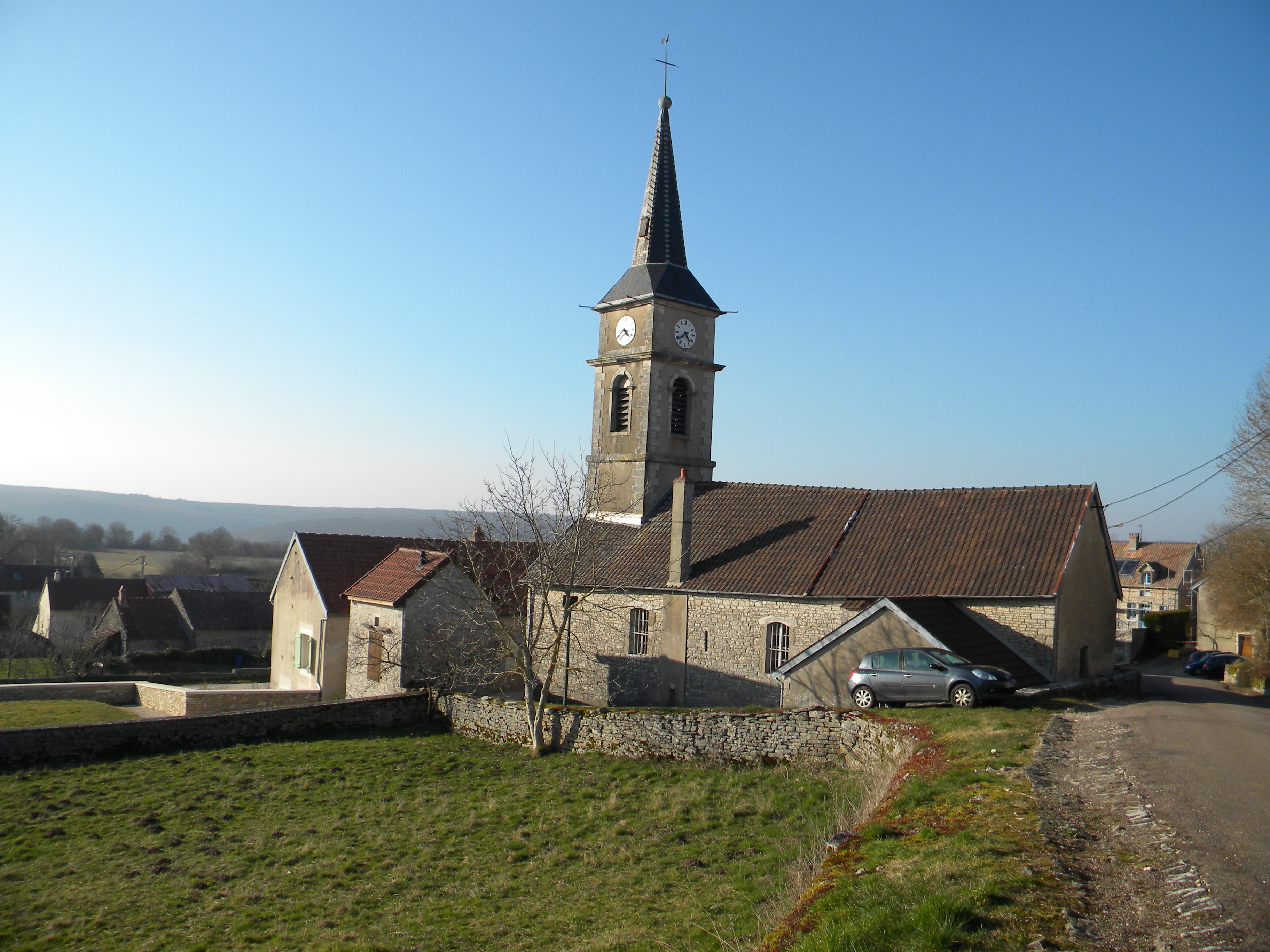
Saint-Jean-de-Bœuf

## Geografie
De oppervlakte van Saint-Jean-de-Bœuf bedraagt 11,2 km², de bevolkingsdichtheid is dus 9,9 inwoners per km².
De onderstaande kaart toont de ligging van Saint-Jean-de-Bœuf met de belangrijkste infrastructuur en aangrenzende gemeenten.

## Demografie
Onderstaande figuur toont het verloop van het inwonertal (bron: INSEE-tellingen).